# 朱俱波
朱倶波（チュクパ、čukupa）は、崑崙山の麓に位置した古代の小国で、領土範囲は現在の新疆ウイグル自治区カルギリク県の南西部の棋盤郷、およびタシュクルガン・タジク自治県タシュクルガン鎮の南東部に比定されている。

## 概要
『新唐書』西域伝には「朱倶波国」として記録され、別名として「朱居槃国」とも呼ばれた。『後漢書』では「子合国」の地に比定されており、『魏書』では「悉居半国」「朱居国」「朱倶槃国」など、複数の名称が見られる。さらに、『洛陽伽藍記』や『宋雲行紀』では「朱駒波国」、『南史』では「周古柯」や「句般」と記録され、『大唐西域記』には「斫句迦」「沮渠」と記されている。『続高僧伝』では「遮拘迦国」、『新疆識略』では「哈爾哈里克」とも呼ばれた。
朱倶波の前身は、漢代に「子合国」として知られていたが、唐代までに西夜・蒲犁・依耐・得若といった周辺地域を併合し、この山岳地帯の統一国家を形成した。その中心地は、現在のカルギリク県のウシャバシュ（烏夏巴什）周辺とされている。領域は崑崙山脈に属し、東はタリム盆地に接していた。于闐（ホータン）の西に位置し、その言語は于闐語と近いものであった。
南北朝時代には嚈噠（エフタル）の支配下にあり、仏教が非常に盛んでいた。唐代には、朱倶波がたびたび使者を派遣して唐朝廷へ朝貢し、唐代は朱倶波に「磧南州」を設置した。

## 参考書物
- 『中国歴史地名大辞典』

1. ↑  『通典』巻193：「朱倶波、後魏時通焉、亦名朱居槃国。」
2. ↑  『魏書』世祖紀：「景明三年、疏勒・朱居槃等并遣使朝貢。」
3. ↑  『新唐書』西域伝：「朱倶波亦名朱倶槃、漢子合国也。併有西夜・蒲犁・依耐・得若四種地、直于闐西千里、葱嶺北三百里、西距渇槃陀国、北九百里属疏勒、南三千里女国也。」